# Susono
Susono (裾野市, Susono-shi) est une ville située dans la préfecture de Shizuoka, au Japon.

## Géographie

### Situation
Susono est située dans l'extrême est de la préfecture de Shizuoka, au pied du mont Fuji, du mont Ashitaka et du mont Hakone.

### Démographie
En 2010, la population de la ville de Susono était de 54 044 habitants répartis sur une superficie de 138,39 km2. En avril 2022, elle était de 49 840 habitants.

### Climat
La ville a un climat subtropical humide caractérisé par des étés chauds et humides et des hivers relativement doux. La température moyenne annuelle à Susono est de 13,8 °C. La pluviométrie annuelle moyenne est de 1 916 mm, septembre étant le mois le plus humide. 

## Histoire
Pendant l'époque d'Edo, la région était principalement un territoire sous le contrôle direct du shogunat Tokugawa. Avec la mise en place du système des municipalités modernes en avril 1889, la zone a été réorganisée en 24 villages. Le bourg de Susono a été créé le 4 avril 1952, de la fusion des villages de Koizumi et d'Izumi. Le 30 septembre 1956, le village de Fukara fusionne avec Susono, et le 1er septembre 1957, les villages de Tomioka et de Suyama sont à leur tour intégrés. Susano obtient le statut de ville le 1er janvier 1971. 

## Transports
Susono est desservie par la ligne Gotemba de la JR Central.

## Jumelage
Susono est jumelée avec la ville de Frankston (Melbourne, Australie), depuis 1982.

## Symboles municipaux
Les symboles municipaux de Susono sont le cèdre du Japon et le rhododendron.